# Burgstall Altenberg
Der Burgstall Altenberg, auch als Alte Birg bezeichnet, ist eine abgegangene hochmittelalterliche Adelsburg, die sich einst auf der Kuppe des Altenberges erhob. Der Burgstall liegt im Landkreis Roth unmittelbar nordöstlich des Gemeindeteiles Stauf der mittelfränkischen Gemeinde Thalmässing in Bayern, Deutschland. Über die Burg ist nur wenig bekannt, es könnte sich um eine Vorgängeranlage der nahen Burg Stauf handeln. Der Anfang der Anlage könnte in das 10. Jahrhundert datiert werden, sie wurde damals wohl nur durch den Abschnittswall gesichert, später wurde sie bis auf den durch den Ringgraben abgegrenzten Bereich verkleinert. Erhalten haben sich von der Höhenburg nur mehrere Wälle sowie Gräben, die Stelle ist heute als Bodendenkmal geschützt.

## Geographische Lage
Die Stelle der ehemaligen Höhenburg liegt etwa 3400 Meter nordnordwestlich der evangelisch-lutherischen Pfarrkirche Sankt Gotthard in Thalmässing oder rund 400 Meter nordöstlich der Ortsmitte von Stauf auf dem 553 m ü. NHN hohen Altenberg. Dieser Berg erhebt sich über den Tälern der Thalach und ihrer Nebenbäche wie dem Schwimmbach und des Naßwiesgrabens im Süden, sowie der Roth und ihrer Nebenbäche im Norden. Westlich schließt sich, durch einen Bergsattel getrennt, in welchem auch der Ort Stauf liegt, der 535 m ü. NHN hohe Burgberg mit der Burgruine Stauf an.
Die ovale, sich etwa von Westen nach Osten ziehende Kuppe des Altenberges fällt an allen Seiten steil ab, nach Norden und nach Süden etwa 130 Höhenmeter in die umliegenden Täler, nach Westen und nach Osten nur wenige Meter, bevor sich benachbarte Berge, wie im Osten der Eiterbühl anschließen.
In der Nähe befinden sich noch weitere ehemalige mittelalterliche Burgen: neben der unmittelbar benachbarten Burgruine Stauf liegt etwa drei Kilometer südöstlich der Burgstall Landeck, acht Kilometer westlich der Burgstall Schlossberg über der gleichnamigen Ortschaft und sechs Kilometer östlich die Ruine der Burg Hofberg oder auch Obermässing genannt. Eine weitere mögliche mittelalterliche Burganlage lag über dem nahen Ort Schwimbach auf der 527,3 m ü. NHN hohen Kuppe im Biberholz.

## Beschreibung
Der Bereich der Burganlage auf der Bergkuppe wird durch einen rund 45 Meter langen Abschnittswall vom sich nach Osten anschließenden Sattel zum Eiterbühl abgegrenzt. Diesem heute nur noch flachen Wall ist ein etwa sechs Meter breiter und noch 1,50 bis zwei Meter tiefer Graben vorgelegt, welcher sich von Nord nach Süd entlangzieht, und an den jeweiligen Hangkanten ausläuft. Auf der so gebildeten, rund 130 Meter langen Burgfläche schließt sich nach etwa 25 Metern westlich des Abschnittwalles eine Ringgrabenanlage an. Dieser fünf bis neun Meter breite Graben sicherte die etwa 45 Meter im Durchmesser messende Kuppe des Berges im Westen, Süden und im Osten ab (Bild 1). Nach Norden fehlt dieser Graben völlig. Dem ovalen, dreiviertelrunden Graben ist ein heute nur noch flacher Wall vorgelegt, der im Süden fast völlig verschliffen ist. Im Südwesten schließen sich daran noch zwei Wälle an, die sich im rechten Winkel abgehend noch wenige Meter hangabwärts entlangziehen.
Das vom Bayerischen Landesamt für Denkmalpflege als „Mittelalterlicher Burgstall“ erfasste Bodendenkmal trägt die Denkmalnummer D-5-6833-0219.